# Leucophenga spinifera
Leucophenga spinifera är en tvåvingeart som beskrevs av Toyohi Okada 1987. Leucophenga spinifera ingår i släktet Leucophenga och familjen daggflugor. Inga underarter finns listade i Catalogue of Life.